# Russellville (Arkansas)
Russellville – miasto w Stanach Zjednoczonych, w stanie Arkansas, siedziba administracyjna hrabstwa Pope. Według spisu w 2020 roku liczy 28,9 tys. mieszkańców. 